# Heterometrus sejnai
Heterometrus sejnai ist ein thailändischer Skorpion der Familie Scorpionidae.

## Beschreibung
Adulte Tiere haben eine Länge von etwa 80 bis 120 Millimetern und eine rötlich-schwarze Grundfarbe. Das Telson ist rötlich braun und das Metasoma kann heller als der Körper. Die Kämme des Kammorgans sind gelb und haben bei beiden Geschlechtern 13 bis 14 Zähne. Die Proportionen der Pedipalpen zeigen keinen Sexualdimorphismus. Die Chelae sind leicht lappenförmig und stark behaart. Das Telson ist behaart und kugelförmig, mit Giftblase und Giftstachel von gleicher Länge. An den Beinen befinden sich einzeln stehende kurze und lange Setae.
Heterometrus sejnai ähnelt der Art Heterometrus cyaneus, unterscheidet sich aber von ihr durch die geringere Größe. Darüber hinaus unterscheiden sich die Verbreitungsgebiete der beiden Arten, Heterometrus cyaneus kommt in Thailand nicht vor.

## Verbreitung und Lebensraum
Die Terra typica von Heterometrus sejnai ist der Nationalpark Thale Ban in der Provinz Satun in Südthailand (6° 42′ 38″ N, 100° 10′ 7″ O). Der Nationalpark liegt im Bereich der Nakhon-Si-Thammarat-Bergkette direkt an der Grenze zu Malaysia. Der Nationalpark zeichnet sich durch eine vielfältige Fauna aus. Seine Vegetation besteht teilweise aus tropischem Regenwald, aus Laubwald und in Küstennähe aus Mangrovenwald. Die höchste Erhebung des Nationalparks erreicht etwa 750 Meter Höhe über dem Meeresspiegel.

## Systematik

### Erstbeschreibung
Die Erstbeschreibung erfolgte durch František Kovařík im Rahmen seiner 2004 veröffentlichten Revision der Gattung Heterometrus.

### Typmaterial
Der Holotyp ist ein 78 Millimeter langes Männchen, der Allotyp ein ebenso langes adultes weibliches Tier. Als Paratypen wurden drei subadulte Nachkommen des Allotypen festgelegt. Der Allotyp und die Paratypen waren zum Zeitpunkt der Artbeschreibung noch am Leben und wurden von Kovařík im Terrarium gehalten. Das Typusmaterial befindet sich in der Sammlung von František Kovařík in Prag.

### Etymologie
Der Artname ehrt Vladimír Šejna aus Prag, der die Typexemplare gesammelt hat. Nach Šejna wurden von Kovařík bereits im Jahr 2000 der vietnamesische Skorpion Euscorpiops sejnai und 2005 Chaerilus sejnai aus Malaysia benannt. Für diese Arten hatte Šejna ebenfalls die Typexemplare gesammelt und bereitgestellt.